# Spannungsabhängiger L-Typ-Calciumkanal
Der Spannungsabhängige L-Typ-Calciumkanal (auch: Dihydropyridin-Rezeptor) ist ein Calciumkanal in der Zellmembran des transversalen Systems (T-Tubuli) von Muskelzellen. Bei Herzmuskelzellen kommen sie jedoch auch an der Oberflächenmembran vor (Calcium-induzierte Calciumfreisetzung). Homologe sind in vielen Chordatieren zu finden. Die α1-Untereinheit (CACNA1S) des Proteins wird von den anderen Untereinheiten gesteuert, funktioniert aber auch allein. Mutationen am CACNA1S-Gen können zu periodischer Lähmung oder maligner Hyperthermie führen.
Der L-Typ-Calciumkanal ist ein spannungsgesteuerter Ionenkanal, der bei einer Depolarisation der Zellmembran den Ryanodin-Rezeptor im sarkoplasmatischen Retikulum aktiviert, was zu einem Einstrom von Ca2+-Ionen in das Zytosol der Muskelzelle führt. Diese Aktivierung erfolgt im Skelettmuskel durch Protein-Protein-Interaktionen der beiden Rezeptoren/Kanäle, während ein Calciumeinstrom von extrazellulär nur eine untergeordnete Rolle spielt. Diese Aktivität wird reguliert durch die cytoplasmatischen Konzentrationen von Magnesium, Calcium, ATP und Calmodulin (CaM), sowie die Proteinkinase A (PKA) und die Calmodulin-Kinase. Dagegen wird der Ryanodin-Rezeptor im Herzmuskel von Calcium, das über den Dihydropyridin-Rezeptor in die Zelle eingeströmt ist, geöffnet (Calcium-Induced Calcium Release, CICR). Der L-Typ-Calciumkanal ist somit an der elektromechanischen Kopplung beteiligt.
Die Inaktivierung des Kanals erfolgt langsam, weshalb er als longlasting-, L-Typ- bzw. CaL-Kanal geführt wird.
Die Bezeichnung als „Rezeptor“ und nicht als „Kanal“ liegt darin begründet, dass seine Funktion noch nicht bekannt war, als man seine Affinität für 1,4-Dihydropyridine (z. B. Nifedipin, Amlodipin, Nitrendipin, Nimodipin, Felodipin oder Clevidipine) entdeckte, die als Antagonisten wirken.